# 7206 Shiki
7206 Shiki eller 1996 QT är en asteroid i huvudbältet som upptäcktes den 18 augusti 1996 av den japanska astronomen Akimasa Nakamura vid Kuma Kogen-observatoriet. Den är uppkallad efter den japanske poeten Masaoka Shiki.
Asteroiden har en diameter på ungefär 10 kilometer och den tillhör asteroidgruppen Eos.